# 2039年6月6日月食
2039年6月6日月食为一次將在协调世界时2039年6月6日出現的月偏食。該次月食半影食分為1.852、全影食分為0.891。偏食維持了90分。

## 概述
這次月食的食分是16.99，偏食維持了90分。

## 基本參數
- 類型：月偏食
- 食甚資料：
  - 日期：2039年6月6日
  - 時間：18:53
  - 月球位置：赤經16.99度、赤緯-22.1度
  - 食分：半影食分：1.852、全影食分：0.891
  - 持續時間：偏食90分

## 外部連結
- NASA月食專頁（页面存档备份，存于）（英文）